# ケプナー・トリゴー
ケプナー・トリゴー(Kepner-Tregoe、以下KT)は、米国ニュージャージー州プリンストンに本拠を置く非上場のコンサルティング会社の名称。

## 概要
社名は、創業者である社会心理学者のチャールズ・ケプナー（Dr. Charles Kepner：1922-）と社会学者のベンジャミン・トリゴー（Dr. Benjamin Tregoe：1927-2005）の名前に由来する。問題解決と意思決定の思考プロセスを体系化したKT法に基づく研修およびコンサルティングを提供している。日本法人の設立は1973年。国内でも多くの一部上場企業が社内の標準的な手法として取り入れている。
KT社は、講師養成研修(Train-the-Trainer)という概念を初めて取り入れたことでも知られている。顧客は、KT社が提供する講師養成研修を受講すれば自ら社内研修を実施できる。KT社は、社内研修で使用する教材のライセンス料を得るというビジネスモデルにより、顧客組織全体に合理的な思考プロセスを移転することで組織改革を進めてきた。

## 歴史
1950年代、米国のシンクタンクRAND社に勤務していたケプナーとトリゴーは、空軍における意思決定プロセスを分析する過程で、優秀な士官は等級に関係なく行動を取る前に必要な情報を集め、整理、分析していることに気づいた。二人はこれらの研究成果に基づき、ビジネスへの適用を前提に思考プロセスの分析を進め1958年にKT社を設立した。複雑で再発する問題に対する効果的な意思決定とそうでない事例を数多く観察し、合理的な思考法（KT法）を考案し、The Rational Manager(McGraw Hill, 1965)にまとめた。KT社は、カリフォルニア州にあったトリゴーの自宅のガレージから始まり、約半世紀以上にわたり世界中でKT法の研修プログラムを提供し、現在でも組織、業界、国境を越えて多くの企業の経営や実務の現場におけるプロセス改善に貢献している。

## KT法での思考プロセス
KT法では、思考、反応、行動のパターンは、次の4つの質問に分類できるとしている。
- 何が起きていて何をすべきか？
- なぜ起きたのか？
- どのように対応すべきか？
- 何が起きそうか？

人類は、複雑な状況を理解し、物事の因果を解明し、良い選択をおこない、未来を予測することで文明を築いてきた。つまりこれら4つの思考は人間の普遍的特性なのである。

### 概要
KT法は、文化や適用分野に依存しない人類誰でも共通に持つ普遍的な思考を扱うため、対象となるコンテンツ（内容）によらずどのような実務へも適用できる。体系化された合理的思考プロセスは「思考のTQC」とも呼ばれ、問題の本質を捉え組織の考える力を最大限に発揮させる。ただし、実務環境への定着には、意識的な継続利用、共通言語化、重要関心事への積極的な適用などを地道に行う必要がある。KT法は、以下の4つのプロセスからなる。
| プロセス            | 目的                   | 質問                         |
| ------------------- | ---------------------- | ---------------------------- |
| 状況把握(SA)        | 現状把握と課題抽出     | 何が起きていて何をすべきか？ |
| 問題分析(PA)        | 問題の明確化と原因究明 | なぜ起きたのか？             |
| 決定分析(DA)        | 目標設定と最適案決定   | どのように対応すべきか？     |
| 潜在的問題分析(PPA) | リスク想定と対策計画   | 何が起きそうか？             |

### 状況把握(SA:Situation Appraisal)
状況把握とは、実務で直面する複雑な問題を具体的に分けて整理し、優先順位をつけて取り組み課題を作成し解決の計画に結びつけるプロセスである。多様な関心事を、主観と客観にわけて問題を明確化し、それを解決する具体的な課題設定をおこなう。SAは、以下のステップからなる。
- 関心事の抽出：テーマについて気になることを列挙して優先順位をつける
- 事実の分離：関心事をありたい姿（期待）と現実の姿（事実）に分ける
- 課題の設定：あるべき姿を実現するための取組み課題を設定する
- 行動計画：誰がいつまでに行うか決定する

### 問題分析(PA:Problem Analysis)
問題分析とは、期待と異なる結果に対する原因を究明するプロセスである。人、設備、システム、プロセスが期待と異なる結果を出した場合、適切な情報収集によって効率的に原因を導くことができる。PAは、以下のステップからなる。
- 問題の明確化：原因究明の対象となる問題を明確にする
- 事実の明細化：問題そのものに関する事実（結果事実）を整理する
- 原因の想定：知識経験や区別点・変化などから原因を想定する
- 原因の絞込と裏づけ：結果事実に基づき想定原因をテストする

### 決定分析(DA:Decision Analysis)
決定分析とは、複数の選択肢から最適案を決定するプロセスである。ビジネスにおける重大な決定において、期待成果、制約条件、リスクを幅広い観点でバランスよく考慮し、効果、効率、納得性の高い決定をおこなう。主観と客観、発想と絞込をわけることにより決定の脈絡を明確に視覚化できる。DAは、以下のステップからなる。
- 目的の明確化：意思決定の目的を明確にする
- 目標の設定：評価基準となる期待成果と制約条件を列挙し、重みづけにより意思を視覚化する
- 案の発想と評価：目的を満たすための案を発想し、目標と照らして評価する
- リスク評価と最終決定：案を選択した場合のリスクを考え最終決定を下す

### 潜在的問題分析(PPA:Potential Problem Analysis)
潜在的問題分析とは、目的を予定通り達成する可能性を高めるためのプロセスである。プロジェクトで起こりうるリスクの原因に対処しその発生確率を低める予防対策と、リスクの影響に対処しその重大性を低める発生時対策の両方を考える。いずれも効果とコストのバランスを考慮して実施する対策を決めて必要な資源を割り当てる。PPAは、以下のステップからなる。このステップは、潜在的好機分析(Potential Opportunity Analysis)にも適用できる。
- 目的の明確化：プロジェクトの目的を明確にする
- リスクの想定：考えられるリスクを想定して可能性と重大性で評価する
- 予防対策：リスクの想定原因から予防対策を考え、効果とコストを考慮して計画に盛り込む
- 発生時対策：リスクの想定結果から発生時対策を考え、効果とコストを考慮して計画に盛り込む